# Materials Science Laboratory

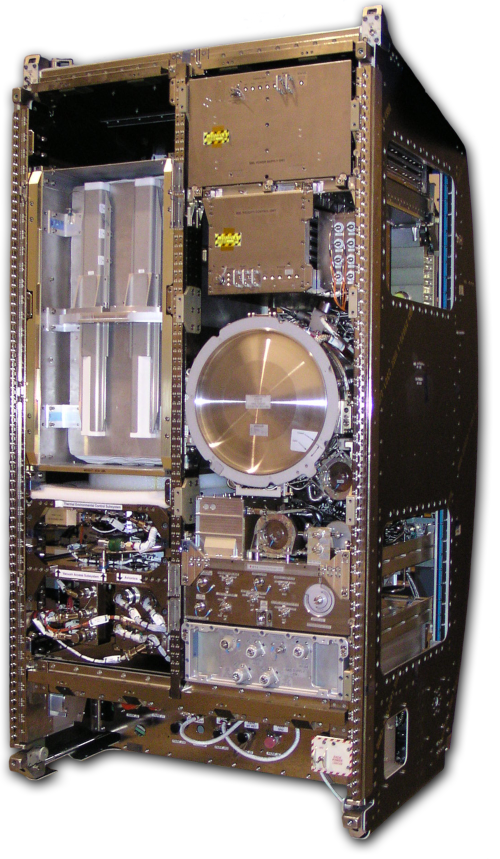
MSRR-1 (NASA)

Das Materials Science Laboratory (MSL) ist ein Experiment der Europäischen Weltraumorganisation an Bord der Internationalen Raumstation. Es wurde im August 2009 im Rahmen der STS-128-Mission mit dem Space Shuttle Discovery gestartet. Kontrolliert und gesteuert wird das MSL vom Nutzerzentrum für Weltraumexperimente (MUSC) des Deutschen Zentrums für Luft- und Raumfahrt (DLR) in Köln. Das wissenschaftliche Bodenbegleitprogramm wird vom Institut für Materialphysik im Weltraum durchgeführt.

## Missionsverlauf
MSL wurde im Rahmen der STS-128 Mission am 29. August 2009 mit dem Space Shuttle Discovery zur ISS transportiert und in das Destiny Modul überführt. Im Oktober 2009 wurden MSRR-1 und MSL zum ersten Mal aktiviert und stellten ihre Funktionalität unter Beweis. Anfang November konnten die ersten beiden Experimente erfolgreich durchgeführt werden. Die Experiment-Proben werden mit der Shuttlemission STS-129 zurück zur Erde gebracht und anschließend von den beteiligten Wissenschaftlern ausgewertet. Im ersten Halbjahr 2010 werden die restlichen elf Proben der ersten Experimentreihe (Batch-1) prozessiert. Weitere Experimente befinden sich bereits in der Planung (Batch-2).

## Zweck
MSL dient dem Schmelzen und der Solidifikation leitender Metalle, Legierungen und Halbleiter im extremen Vakuum oder in hochreinen Edelgasumgebungen in der Schwerelosigkeit. Neben Experimenten zum besseren Verständnis der Einflüsse von Schwerelosigkeit auf die Gefügeentwicklung von Metallen bei Gießprozessen eröffnet die Anlage weitere Möglichkeiten zur Erforschung der thermophysikalischen Eigenschaften von Legierungen und glasbildenden Materialien sowie der Fest-Flüssig-Phasenübergänge in Polymeren und Keramiken. Ziel der Untersuchungen ist es, das Verständnis von Übergangsprozessen, (Atom-)Strukturen und Materialeigenschaften zu erweitern, sodass die Berechnungsmodelle verbessert werden können. So sollen bisherige Herstellungsmethoden verfeinert, Produkte verbessert und neue entwickelt werden können.
MSL ist das einzige Experiment im NASA Materials Science Research Rack, welches im Destiny-Labor an Bord der ISS installiert ist. Die Integration des Racks war zunächst für das europäische Forschungsmodul Columbus vorgesehen, wurde aber zwischenzeitlich auf das amerikanische Labor verschoben. Der ferngesteuerte Betrieb der Einrichtung und die Durchführung des wissenschaftlichen Bodenbegleitprogramms obliegt der ESA und erfolgt vom Nutzerzentrum für Weltraumexperimente (MUSC) des Deutschen Zentrums für Luft- und Raumfahrt (DLR) in Köln. Die Crewaktivität im All beschränkt sich neben Wartungsarbeiten im Wesentlichen auf das Einsetzen der Experiment-Kartuschen und den Anschluss dieser an die Messelektronik.

## Aufbau
MSL besteht aus einem Kernelement und zahlreichen Hilfssystemen. Das Kernelement besteht hauptsächlich aus einer luftdichten Edelstahlkammer, die unter Vakuum gesetzt werden kann. Um verschiedene Experimente durchzuführen, kann sie verschiedene Ofenelemente beherbergen, in denen die Proben prozessiert werden.
Die Kammer stellt eine präzise kontrollierte Umgebung für die Experimente bereit. Die Ofeneinschübe können mit zwei verschiedenen Antrieben entweder sehr langsam oder sehr schnell über die Proben verfahren werden. Sie können bis zu acht Heizzonen beinhalten, die getrennt voneinander gesteuert werden können. Zusätzlich kann ein präzise zu kontrollierender Magnetfeldgenerator ein entsprechendes Feld in den Proben erzeugen. Die Experimente werden unter Vakuum durchgeführt. Der Inhalt der Kammer wird zu Beginn in den Weltraum entlassen und anschließend sorgen Turbomolekularpumpen dafür, dass das Vakuum während des Prozessierens unter 10−4 mbar bleibt.
Zurzeit stehen zwei Öfeneinschübe bereit, wovon einer (Low Gradient Furnace – LGF) sich für den ersten Satz der Experimente im All befindet. Der zweite Ofen (Solidification and Quenching Furnace – SQF) wird später für die nächsten Experimente gestartet.
Ein Ofeneinschub besteht aus Heizelementen, Isolationszonen, Kühlzonen und ist eingefasst in ein Isolationsgehäuse. Auf der Außenseite stellen diverse Verbindungen den elektrischen und Kühlwasseranschluss zur Anlage her.

## Proben
Die Proben sind in speziellen Behältern eingeschlossen, den Sample Cartridge Assemblies – SCA. Diese bestehen aus einem dichten Tubus, einem Tiegel, verschiedenen Sensoren und einem Kopf der den mechanischen und elektrischen Kontakt mit der Anlage herstellt. MSL ist generell auch in der Lage, giftige Proben zu prozessieren. Diese müssen dazu Krypton enthalten. Während der Experimente sucht dann ein Massenspektrometer nach Spuren des Gases in der Hauptkammer um so ein Leck auszuschließen. Allerdings beinhalten die aktuell geplanten Experimente keine giftigen Proben.
Zur wissenschaftlichen Überwachung der Experimente sind bis zu zwölf Temperatursensoren in die SCAs eingebaut.

## Experimente
Die ersten MSL-Experimente wurden im Rahmen des ESA MAP (Microgravity Application Programms) durchgeführt. Die ESA MAP Projekte sind Public-Private Partnerships zwischen Industrie, Universitäten, Forschungseinrichtungen und nationalen Agenturen.
Die Projekte CETSOL (Columnar to Equiaxed Transition in Solidification Processing) und MICAST (Microstructure Formation in Casting of Technical Alloys under Diffusive and Magnetically Controlled Convective Conditions) untersuchen verschiedene Wachstumsstrukturen und die Entwicklung der Mikrostruktur während der Erstarrung von Aluminium-Legierungen. Ziel ist ein besseres Verständnis der Parameter und Prozesse, welche die Erstarrung von Metallschmelzen beeinflussen. Mit Hilfe der Ergebnisse sollen numerische Modelle zur Vorhersage der inneren Struktur von Gussteilen überprüft und weiter entwickelt werden. Dies dient der Optimierung bisheriger Gießprozesse, um schließlich Produkte mit besseren und gezielt eingestellten Materialeigenschaften zu erhalten.
Das Experiment CETSOL befasst sich mit der Erforschung grundlegender physikalischer Phänomene bei der Erstarrung von Metallschmelzen und deren Auswirkungen auf die Materialeigenschaften.
MICAST untersucht die Entstehung und Entwicklung von Mikrostrukturen bei der Erstarrung von technischen Aluminium-Legierungen unter dem Einfluss von Strömungen, wie sie beispielsweise beim Gießen auftreten. Im Experiment werden die Strömungen durch ein rotierendes Magnetfeld simuliert und die Ergebnisse mit in Schwerelosigkeit, strömungsfrei erstarrten Proben verglichen.
Diese Experimente können ausschließlich auf der ISS durchgeführt werden, da nur hier ausreichend lange Schwerelosigkeit zur Verfügung steht, um die Fragestellungen zu untersuchen. Die Forschung auf der ISS ermöglicht kontrollierte und genau definierte Experimentabläufe, ohne den störenden Einfluss der Schwerkraft und bietet somit ideale Bedingungen für die Grundlagenforschung.